# Dick Clark
Richard Wagstaff Clark, detto Dick (Mount Vernon, 30 novembre 1929 – Santa Monica, 18 aprile 2012), è stato un conduttore televisivo, conduttore radiofonico, imprenditore statunitense.
Ha svolto funzioni di presidente e amministratore delegato presso la Dick Clark Productions, di cui ha venduto parte negli ultimi anni. Clark è principalmente conosciuto per aver condotto trasmissioni televisive di lunghissimo corso come American Bandstand, cinque versioni del game show Pyramid e Dick Clark's New Year's Rockin' Eve.
Clark è inoltre famoso per aver ideato e creato gli American Music Award ed è stato per molti anni conosciuto anche per la sua frase tormentone, "For now, Dick Clark...so long", accompagnata da un saluto militare, e per il suo aspetto giovanile, che gli ha fatto guadagnare il soprannome "America's Oldest Teenager" (Il teenager più vecchio d'America).

## Biografia
Clark è nato e cresciuto a Mount Vernon, nello stato di New York, il 30 novembre 1929 da Richard Augustus Clark e Julia Fuller (nata Barnard) Clark. Suo fratello maggiore, Bradley, fu ucciso nella Battaglia del Bulge durante la seconda guerra mondiale.
All'età di 10 anni, Clark decise di intraprendere la carriera radiofonica. Nel perseguimento di questo obiettivo, ha frequentato l'Università di Syracuse a Syracuse, New York, diplomandosi nel 1951 con una laurea in pubblicità e una minore in radiofonia.

## Carriera

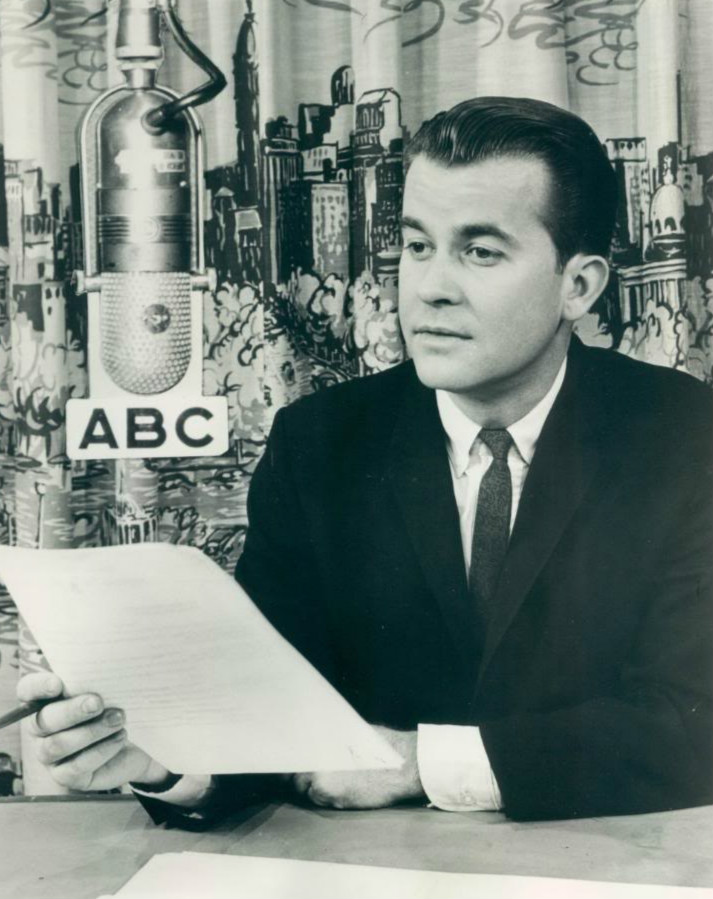
Dick Clark durante il suo show radiofonico nel 1963.

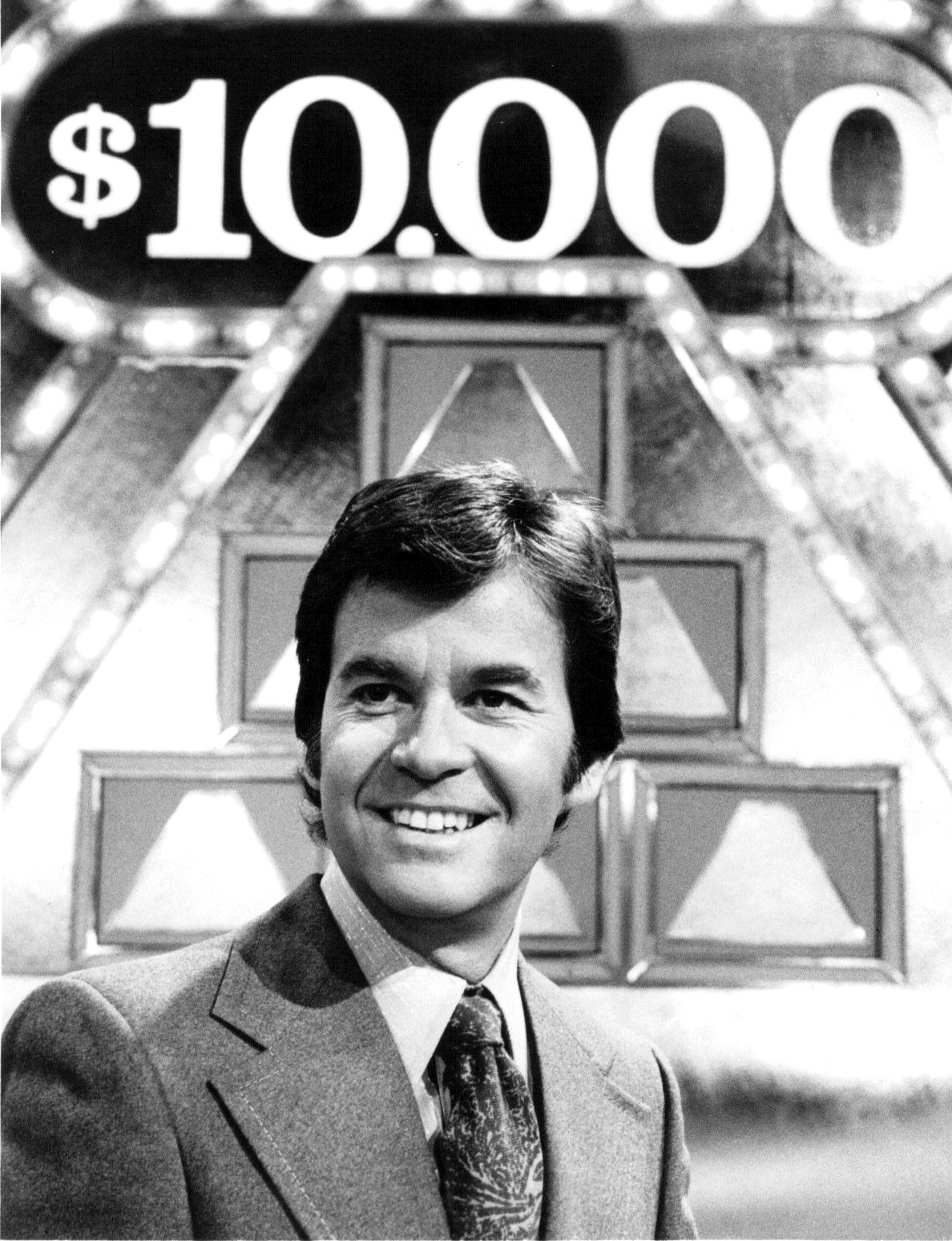
Clark durante lo show $10,000 Pyramid.

Nel 1945, Clark iniziò la sua carriera radiofonica lavorando per la WRUN, una stazione radio AM di Rome, a New York, che era di proprietà dello zio e gestita da suo padre.
Nel corso degli anni lavorò per molte altre stazioni radio finché nel 1956 approdò al programma Bandstand, dove sostituiva il presentatore Bob Horn quando questi era in vacanza. Quando Horn fu arrestato per guida in stato di ebbrezza e cacciato, a Clark venne affidata la conduzione del programma che verrà acquistato dalla ABC e rinominato American Bandstand nel 1957 rendendolo famoso in tutto il paese.
A partire dalla fine del 1963, Clark iniziò a presentare alcuni game show americani come The Object Is e nel 1973 The $10,000 Pyramid.
Nel 1973 crea per la ABC gli American Music Award quando il contratto della rete per mandare in onda i Grammy Awards era scaduto.
Dal 1972 inizia la produzione di un nuovo show per le celebrazioni della vigilia di Capodanno chiamato Dick Clark's New Year's Rockin' Eve, programma che condurrà per ogni edizione sino al 2004, anno in cui è stato colpito da un infarto. Con le capacità di parlare ancora ridotte, Clark è ritornato a condurre il suo New Year's Rockin' Eve il 1º dicembre 2005. Successivamente, è apparso agli Emmy Awards il 27 agosto 2006, e ad ogni trasmissione New Year's Rockin' Eve trasmessa negli anni successivi.

## La morte
Clark è scomparso il 18 aprile 2012 all'età di 82 anni, a causa di un altro infarto durante un'operazione di resezione endoscopica della prostata. Il suo corpo fu cremato il 20 aprile e le sue ceneri furono disperse nell'Oceano Pacifico.

## Vita privata
Clark si è sposato tre volte. Il suo primo matrimonio fu con Barbara Mallery nel 1952; la coppia ebbe un figlio, Richard A. Clark, e divorziò nel 1961. Sposò Loretta Martin nel 1962; la coppia ebbe due figli, Duane e Cindy, e divorziò nel 1971. Il suo terzo matrimonio, con Kari Wigton, che sposò nel 1977, durò fino alla sua morte.